# Vũ Hà Anh
Vũ Hà Anh (1982–) er en vietnamesisk skuespillerinde.